# Maddalena Cerasuolo
Maddalena Cerasuolo, dite « Lenuccia », née le 3 février 1920 à Naples et morte le 23 octobre 1999 dans la même ville, est une ouvrière italienne, patriote antifasciste, héroïne des Quatre journées de Naples, l’insurrection populaire contre l’armée du Troisième Reich du 27 au 30 septembre 1943. Pour son rôle dans le soulèvement, elle reçoit la médaille de bronze de la vaillance militaire.
En son honneur, le nom officiel du Pont de la Sanità est Ponte Maddalena Cerasuolo.

## Biographie

### Enfance
D’origine modeste, Maddalena Cerasuolo, fille aînée d'Annunziata Capuozzo et de Carlo Cerasuolo, grandit à Naples avec ses 5 sœurs et deux frères dans un basso, appartement de misère, rue Vico della Neve, dans le quartier de Materdei (it) aux limites du quartier de la Sanità. À la fin des années trente, elle travaille dans la cordonnerie.

### Engagement dans la Résistance napolitaine
L'engagement politique de Maddalena Cerasuolo dans la résistance à Naples pendant la Seconde Guerre mondiale suit celui de son père. Celui-ci est décoré de la médaille d'argent de l'Istituto Nazionale del Nastro Azzurro (it) pour sa bravoure pendant la guerre italo-turque et reçoit une pension annuelle. Sous le régime fasciste, il est souvent incarcéré pour ses idées.
Après l'annonce publique de l'armistice en 1943 et le débarquement des troupes alliées à Salerne, les groupes de résistants de Naples s'organisent. Carlo Cerasuolo est l'un des chefs du groupe du quartier Materdei et Maddalena est chargée d'aller récupérer des armes pour les insurgés dans les postes de police et les casernes . Elle participe également à l'attaque d'une fabrique de chaussures occupée par les Allemands.

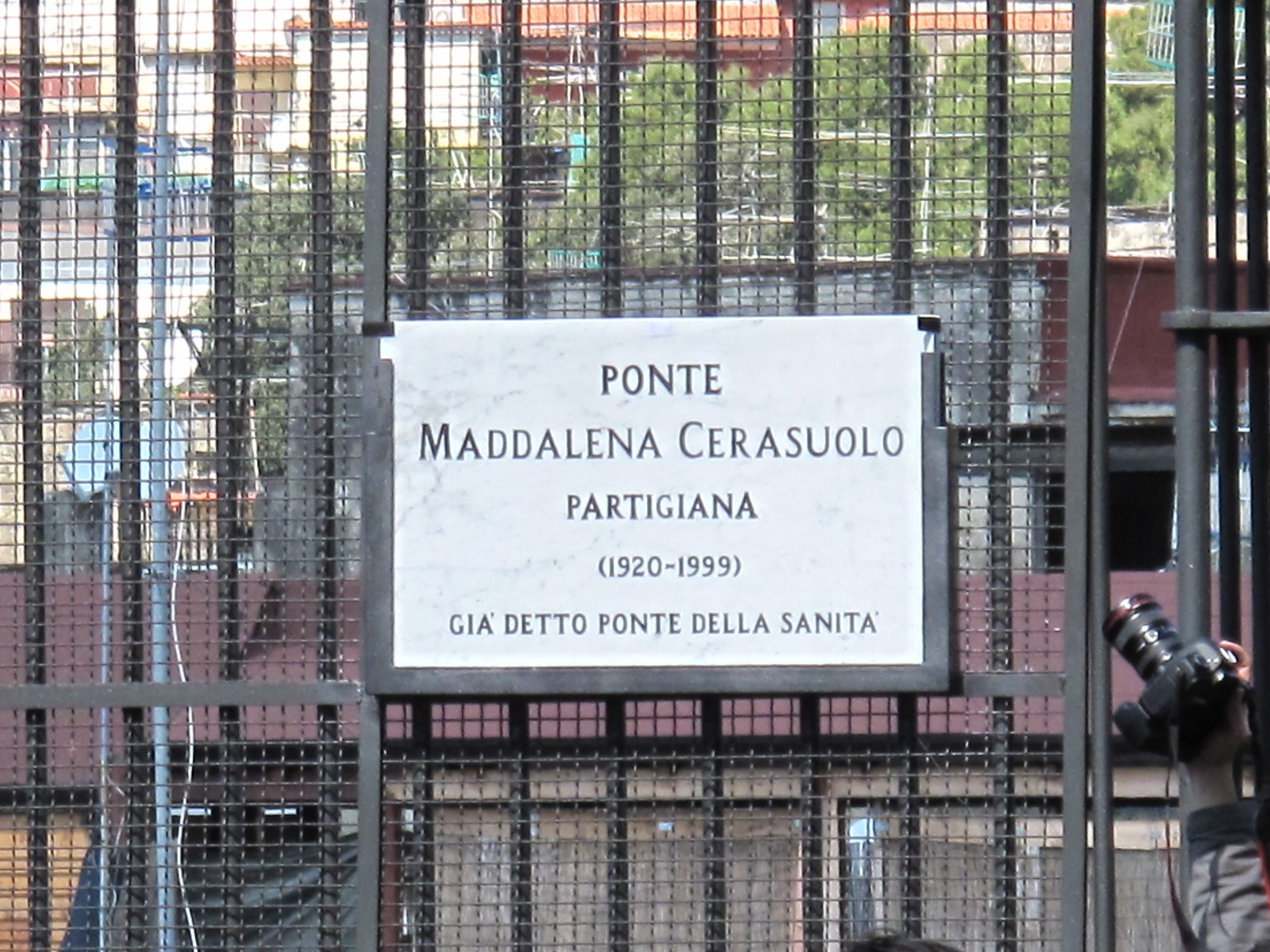
Plaque de dédication du pont à Maddalena Cerasuolo.

Armée d'un fusil et de grenades, Maddalena Cerasuolo prend part à la défense du pont de la Sanità que l'armée allemande en retraite avait décidé de faire sauter en le minant. La sauvegarde du pont était stratégique car il constitue une voie de passage essentielle reliant les hauteurs de Capodimonte et le bas de la ville et, en 1943, c'était également l'unique aqueduc de la ville encore intact. 
Le lendemain, elle est convoquée au Palais royal où le général Montgomery la remercie personnellement. Elle reçoit plus tard la médaille de bronze de la vaillance militaire pour sa bravoure pendant la défense du pont, qui porte son nom depuis 2011.

### Collaboration avec les services secrets britanniques

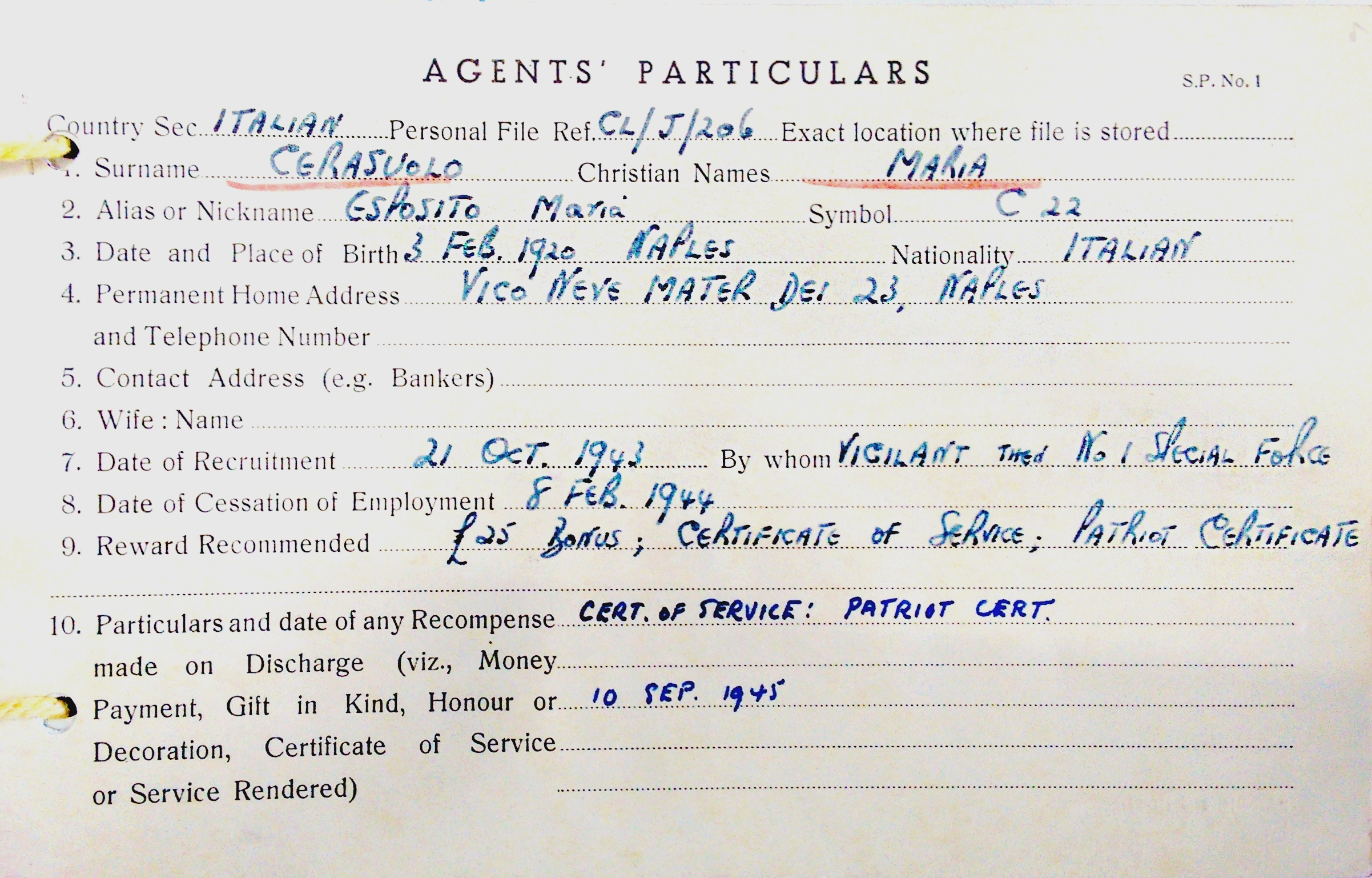
Fiche de la SOE pour Maddalena Cerasuolo.

À la suite de son action héroïque, Maddalena Cerasuolo est recrutée par les services secrest britanniques en Italie, sous le nom de Maria Esposito, code C22. Elle y reste d'octobre 1943 à février 1944. Sa première mission est un échec, elle ne parvient pas à s'infiltrer derrière les lignes allemandes. Pour sa deuxième mission, elle est envoyée en Corse mais son embarcation est mitraillée. Ce deuxième échec met fin à sa participation et elle est démise de sa fonction. Elle reçoit une compensation financière et un certificat de patriotisme signé par le représentant de sa Majesté britannique.

### L'après-guerre
Maddalena Cerasuolo passe toute sa vie à Naples où elle épouse Morgese et a 4 enfants avec lui : Carlo, Gaetana, Gennaro et Patrizia. 

## Récompenses militaires et civiles

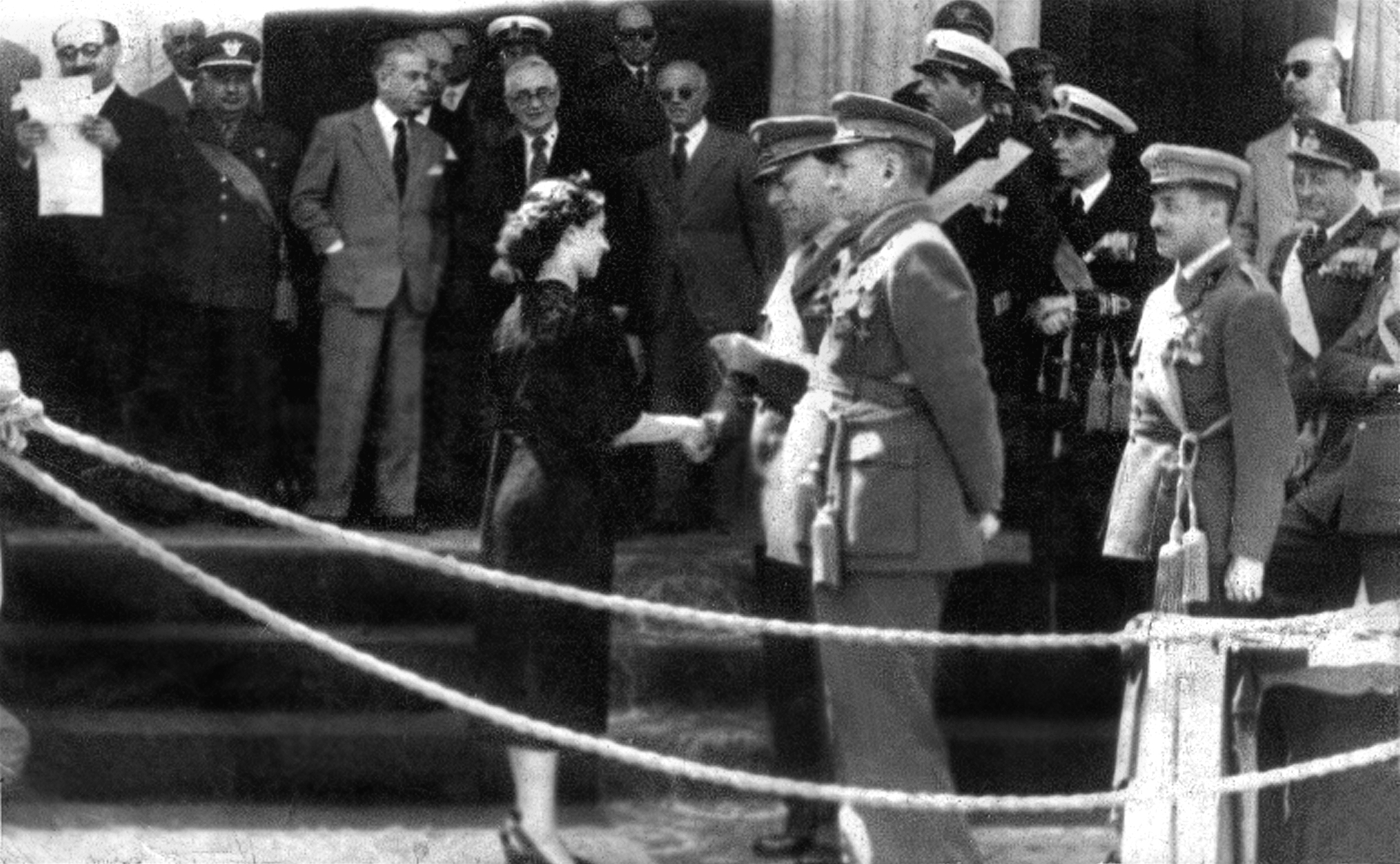
Remise de la médaille de bronze à Maddalena Cerasuolo, le 24 mai 1946.

- Certificat de patriotisme, Royaume-Uni.
- Médaille de bronze de la vaillance militaire, Italie.
- Plaque Cours Amedeo di Savoia, Naples[N 1].
- Pont Maddalena Cerasuolo (Ponte della Sanita), Naples.

## Dans les arts
- Barricate, Court-métrage d’Alessandro Scippa, 1995.
- Maddalena, chanson de Carlo Faiello (it) (texte et mélodie), 1995.
- La Guerra di Mamma, biographie de Gaetana Morgese, 2014.